# Kup Krešimira Ćosića 2005./06.
Kup Krešimira Ćosića 2005./06. je bilo petnaesto izdanje ovog natjecanja kojeg je drugi put zaredom i peti put ukupno osvojio Zadar.

## Rezultati

### 1. krug
Igrano 16. i 17. prosinca 2005.
| klub1           | rezultat | klub2                       |
| --------------- | -------- | --------------------------- |
| Jazine Zadar    | 81:91    | Triglav osiguranje Rijeka   |
| Dubrava Zagreb  | 81:78    | Zagorje Tehnobeton Varaždin |
| Šibenik         | 75:66    | Alkar Sinj                  |
| Maksimir Zagreb | 82:77    | Hermes Analitica Zagreb     |

### 2. krug
Igrano 20. i 21. prosinca 2005.
| klub1                     | rezultat | klub2                    |
| ------------------------- | -------- | ------------------------ |
| Maksimir Zagreb           | 85:110   | Split Croatia osiguranje |
| Dubrava Zagreb            | 99:85    | Svjetlost Slavonski Brod |
| Borik Puntamika Zadar     | 75:69    | Šibenik                  |
| Triglav osiguranje Rijeka | 68:69    | Dubrovnik                |

### Četvrtzavršnica
Igrano 14. veljače 2006.
| klub1                    | rezultat | klub2                 |
| ------------------------ | -------- | --------------------- |
| Dubrovnik                | 68:87    | Zadar                 |
| Dubrava Zagreb           | 69:85    | Cedevita Zagreb       |
| Split Croatia osiguranje | 70:88    | Zagreb                |
| Cibona VIP Zagreb        | 82:62    | Borik Puntamika Zadar |

### Fiinal Four
Igran 18. i 19. veljače 2006. u Karlovcu u dvorani ŠSD Mladost.
| klub1             | rezultat      | klub2           |
| poluzavršnica     | poluzavršnica | poluzavršnica   |
| ----------------- | ------------- | --------------- |
| Zadar             | 103:74        | Cedevita Zagreb |
| Cibona VIP Zagreb | 85:87         | Zagreb          |
|                   |               |                 |
| završnica         |               |                 |
| Zadar             | 84:69         | Zagreb          |

## Poveznice i izvori
- A-1 liga 2005./06.
- A-2 liga 2005./06.
- B-1 liga 2005./06.
- kosarka.org, statistički centar  Arhivirana inačica izvorne stranice od 22. rujna 2013. (Wayback Machine)